# Весак
Весак — щорічний буддистський фестиваль, що проводиться на день народження, просвітлення і смерті Будди. Це свято належить до Тхеравади, згідно з Тхеравадою всі ці події відбувались одночасно — у той же самий день року. Інколи фестиваль називають Будда-Джаянті — «День народження Будди». Весак святкується у повню другого місяця індуїстського календаря, від назви цього місяця сингальською мовою свято й отримало свою назву. У центрі уваги свята — просвітлення Ґаутами Будди, виняткова подія для людства з точки зору буддистів, що знаменує собою переломний момент у пізнанні істини.
Цього дня прийнято прикрашати місцеві храми і з настанням темряви запалювати ліхтарики, що символізують просвітлення, що приходить у цей світ. Ліхтарики для Весака робляться з паперу на легкому дерев'яному каркасі. На території храмів навколо дерев бодгі і ступ прийнято розставляти олійні лампи. Люди посилають листівки своїм друзям; на них, як правило, зображаються пам'ятні події з життя Ґаутами Будди.
Миряни також відвідують місцеві храми і монастирі і медитують протягом усієї ночі, тобто звертаються до обряду. У традиції тай прийнято обходити навколо монастиря тричі, на честь Будди, Дхарми і Санґхи (трьох коштовностей), що є для буддистів винятково важливими. Виконання повчань у ці дні здійснюється з більшою строгістю, що веде іноді до заборони на заняття сільським господарством та іншу діяльність, яка може заподіяти шкоду живим істотам, також буддисти у цей день споживають винятково вегетаріанську їжу. Миряни, як правило, приносять до монастиря або храму щедре частування на підтвердження того, що вони не забувають про свій обов'язок перед монастирською громадою (сангхою). Підношення підкреслюють, що санґха особливо важлива для буддистів. Це також можливість заслужити пошану спільноти. У М'янмі це свято не вважається святом просвітлення, проте існує звичай поливати дерево бодгі в місцевому монастирі або храмі.
Всесвітнє братство буддистів (WFB) на своїй першій конференції 1950 року закликало уряди країн, де є «велика чи мала кількість буддистів», зробити цей день святковим на честь Будди.
На пропозицію 34 країн-членів ООН (у тому числі й України) на 54-й сесії Генеральної Асамблеї ООН у Нью-Йорку 13 грудня 1999 року було ухвалено резолюцію «Міжнародне визнання дня Весак у Центральних Установах Організації Об'єднаних Націй та в її інших установах». Резолюцію було підтримано багатьма буддистськими та іншими країнами, у тому числі й тими, де більшість населення сповідує іншу віру, аніж буддизм.